# Jaime Zuzarte Cortesão
Jaime Zuzarte Cortesão (Ançã, Cantanhede, 29 de abril de 1884-Lisboa, 14 de agosto de 1960), fue un médico, político, escritor e historiador portugués. Hijo del filólogo António Augusto Cortesão, fue hermano del historiador Armando Cortesão y padre de la renombrada ecóloga Maria Judith Zuzarte Cortesão.

## Obra
- A Morte da Águia (Lisboa, 1910)
- A Arte e a Medicina: Antero de Quental e Sousa Martins (Coímbra, 1910)
- "O Poeta Teixeira de Pascoaes" in: A Águia, 1ª série, Oporto, nº 8, 1 de abril de 1911; nº 9, 1 de mayo de 1911.
- "A Renascença Portuguesa e o ensino da História Pátria" in: A Águia, 1ª série, nº 9, Oporto, sept. de 1912
- "Da 'Renascença Portuguesa' e seus intuitos" in: A Águia, 2ª série, nº 10, Oporto, oct. de 1912
- "As Universidades Populares", série de artigos in: A Vida Portuguesa, Oporto, 1912-1914
- …Daquém e Dalém Morte, contos, (Oporto, 1913)
- Glória Humilde, poesia, (Oporto, 1914)
- Cancioneiro Popular. Antologia (Oporto, 1914)
- Cantigas do Povo para as Escolas (Oporto, 1914)
- "O parasitismo e o anti-historismo. Carta a António Sérgio" in: A Vida Portuguesa, nº 18, Oporto, 2 de octubre de 1914
- "Teatro de Guerra", série de artigos in: O Norte, Oporto, 1914
- O Infante de Sagres, drama, (Oporto, 1916)
- "Cartilha do Povo. 1º Encontro" in: Portugal e a Guerra, Oporto, 1916
- "As afirmações da consciência nacional", série de artigos in: Atlântida, Lisboa, 1916
- Egas Moniz, drama, (Oporto, 1918)
- Memórias da Grande Guerra (1916-1919) (Oporto, 1919)
- "A Crise Nacional" in: Seara Nova, nº 2, Lisboa, 5 de noviembre de 1921
- Adão e Eva, drama, (Lisboa, 1921)
- A Expedição de Pedro Álvares Cabral e o Descobrimento do Brasil (Lisboa, 1922)
- Itália Azul (Río de Janeiro; Oporto, 1922)
- O Teatro e a Educação Popular (Lisboa, 1922)
- Divina Voluptuosidade, poesia, (Lisboa, 1923)
- Intuitos da União Cívica, União Cívica. Conferências de Propaganda (Oporto, 1923)
- "A Reforma da Educação" in: Seara Nova, nº 25, Lisboa, julio de 1923
- Do sigilo nacional sobre os Descobrimentos (Lisboa, 1924)
- A Tomada e Ocupação de Ceuta (Lisboa, 1925)
- Le Traité de Tordesillas et la Découvert de L'Amérique (Lisboa, 1926)
- A Expansão dos Portugueses na História da Civilização (Lisboa, 1983 (1ª ed. 1930))
- Os Factores Democráticos na Formação de Portugal (Lisboa, 1964 (1ª ed. 1930))
- História da expansão portuguesa (Lisboa, 1993), colaboração na História de Portugal dirigida por Damião Peres, 1931-1934
- Influência dos Descobrimentos Portugueses na História da Civilização (Lisboa, 1993), colaboração no vol. IV da História de Portugal dirigida por Damião Peres, 1932
- "Cartas à Mocidade" in: Seara Nova, Lisboa, 1940
- Missa da Meia-noite e Outros Poemas, bajo el pseudónimo de António Froes (Lisboa, 1940)
- 13 Cartas do cativeiro e do exílio (1940) (Lisboa, 1987)
- "Relações entre a Geografia e a História do Brasil" y "Expansão territorial e povoamento do Brasil" in: História da Expansão Portuguesa no Mundo, dirigida por António Baião, Hernâni Cidade y Manuel Múrias, vol. III, Lisboa, 1940
- O carácter lusitano do descobrimento do Brasil (Lisboa, 1941)
- Teoria Geral dos Descobrimentos Portugueses – A Geografia e a Economia da Restauração (Lisboa, 1940)
- O que o povo canta em Portugal. Trovas, Romances, Orações e Selecção Musical (Río de Janeiro, 1942)
- Cabral e as Origens do Brasil (Río de Janeiro, 1944)
- Os Descobrimentos pré-colombinos dos Portugueses (Lisboa, 1997 (1ª ed. 1947))
- Eça de Queiroz e a Questão Social (Lisboa, 1949)
- Os Portugueses no Descobrimento dos Estados Unidos (Lisboa, 1949)
- Alexandre de Gusmão e o Tratado de Madrid (Lisboa, 1950)
- Parábola Franciscana, poesia, (Lisboa, 1953)
- O Sentido da Cultura em Portugal no século XIV (Lisboa, 1956)
- Raposo Tavares e a Formação Territorial do Brasil (Río de Janeiro, 1958)
- A Política de Sigilo nos Descobrimentos nos Tempos do Infante D. Henrique e de D. João II (Lisboa, 1960)
- "Prefácio a modo de memórias" in: O Infante de Sagres, 4ª ed., (Oporto, 1960)
- Os Descobrimentos Portugueses, 2 vols., (Lisboa, 1960-1962)
- Introdução à História das Bandeiras, 2 vols., (Lisboa, 1964)
- O Humanismo Universalista dos Portugueses (Lisboa, 1965)
- História do Brasil nos Velhos Mapas (Río de Janeiro, 1965-1971)
- Portugal – A Terra e o Homem (Lisboa, 1966)